# لاسينا دياباتي
لاسينا دياباتي (16 سبتمبر 1974

 في بواكي) (بالفرنسية: Lassina Diabaté)‏ لاعب كرة قدم عاجي معتزل كان يجيد اللعب في مركز قلب الدفاع كما كان يجيد اللعب في مركز الوسط المدافع .
لعب دياباتي في أندية ألي الفرنسي (1992-1993) بورغ الفرنسي (1993-1995) بيربينيان الفرنسي (1995-1997) بوردو الفرنسي (1997-2001) أوكسير الفرنسي (2001-2002) بورتسموث الإنجليزي (2002-2003) أجاكسيو الفرنسي (2004) سينت ترويدينس البلجيكي (2004-2005) لوزان السويسري (2005-2006) كان الفرنسي (2007) .

## روابط خارجية
- لاسينا دياباتي على موقع قاعدة بيانات كرة القدم.إي يو (الإنجليزية)
- لاسينا دياباتي على موقع ليكيب (الفرنسية)
- لاسينا دياباتي على موقع ناشيونال فوتبول تيمز (الإنجليزية)
- لاسينا دياباتي على موقع عالم كرة القدم.نت (الإنجليزية)